# Paramonacanthus tricuspis
Paramonacanthus tricuspis és una espècie de peix de la família dels monacàntids i de l'ordre dels tetraodontiformes.

## Morfologia
- Els mascles poden assolir 10 cm de longitud total.
- Nombre de vèrtebres: 19.[4][5]

## Hàbitat
És un peix marí, de clima tropical i demersal que viu entre 6-7 m de fondària.

## Distribució geogràfica
Es troba des de l'Índia fins a la costa occidental de Tailàndia.

## Observacions
És inofensiu per als humans.